# Deep Arctic
Le DSV Deep Arctic  (Diving Support Vessel) est un navire de service de soutien à la plongée pour les travaux offshore appartenant et opérant pour l'entreprise du secteur de l'énergie TechnipFMC. Le navire peut effectuer des travaux de construction ou des opérations d'inspection, d'entretien et de réparation (IMR).

## Caractéristiques
le Deep Arctic, est un navire d'assistance à la plongée et multi-support construit par le chantier norvégien Vard Søviknes du Vard Group.
Son pont de travail de 1.700 m² peut recevoir jusqu'à 10 tonnes/m² pour une capacité maximale de fret de 5.500 tonnes. Il est équipé d'une grue offshore de 400 tonnes et d'un grand moonpool fonctionnel.
Il est équipé, sous hangar, de deux sous-marins télécommandés de travail (WROV) capables d'effectuer des tâches à des profondeurs allant jusqu'à 3.000 mètres et d'un ROV d'observation allant jusqu'à 1.500 mètes.
Le déplacement vers le chantier s'effectue à une vitesse maximale de 16.5 nœuds et la précision de l'installation est assurée par le système de positionnement dynamique. 
Il y a des cabines à bord pour 140 personnes. La livraison du personnel et des marchandises peut être effectuée à l'aide d'une hélisurface conçu pour recevoir des hélicoptères de type Sikorsky S-92.

## Galerie

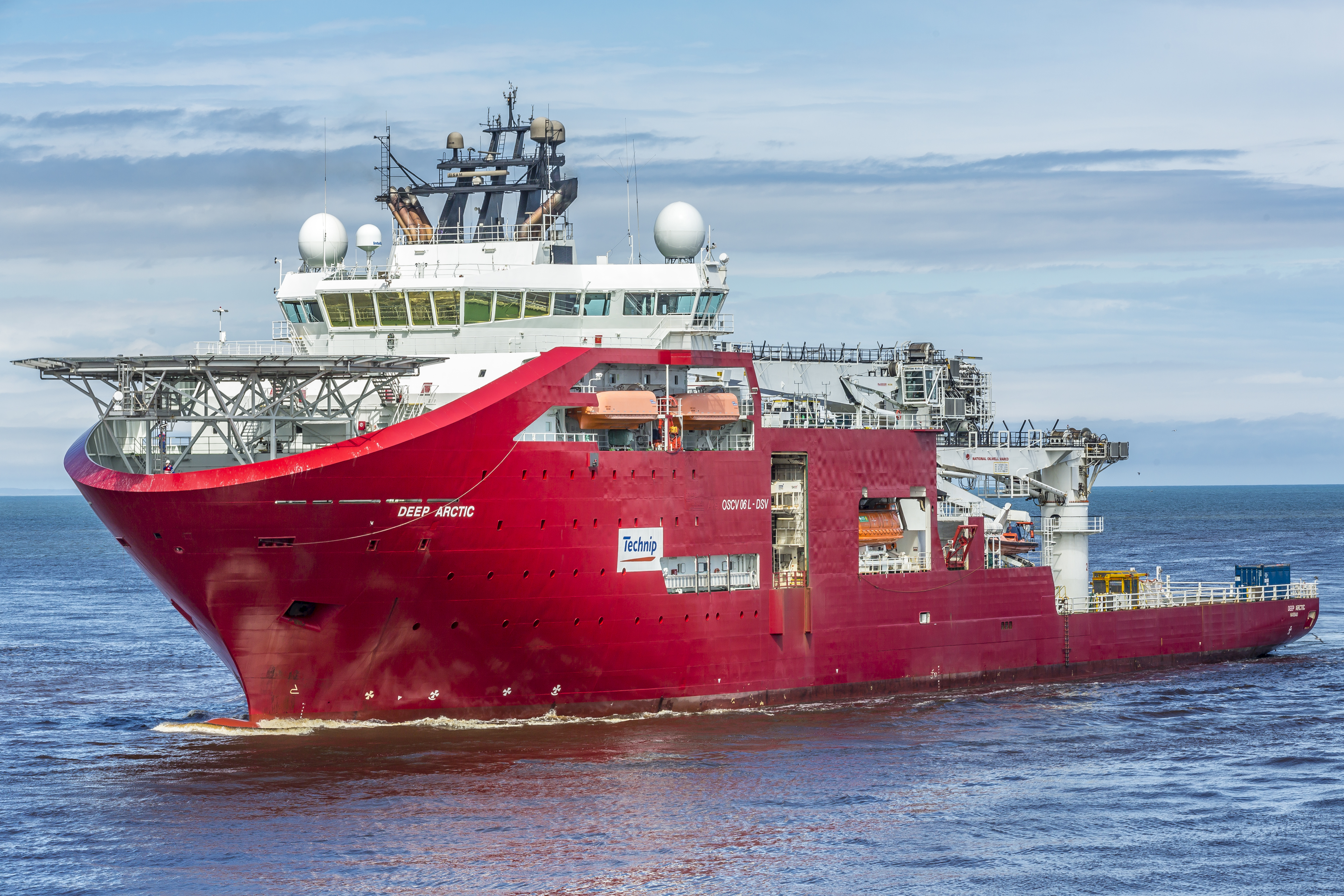
Deep Arctic en 2016
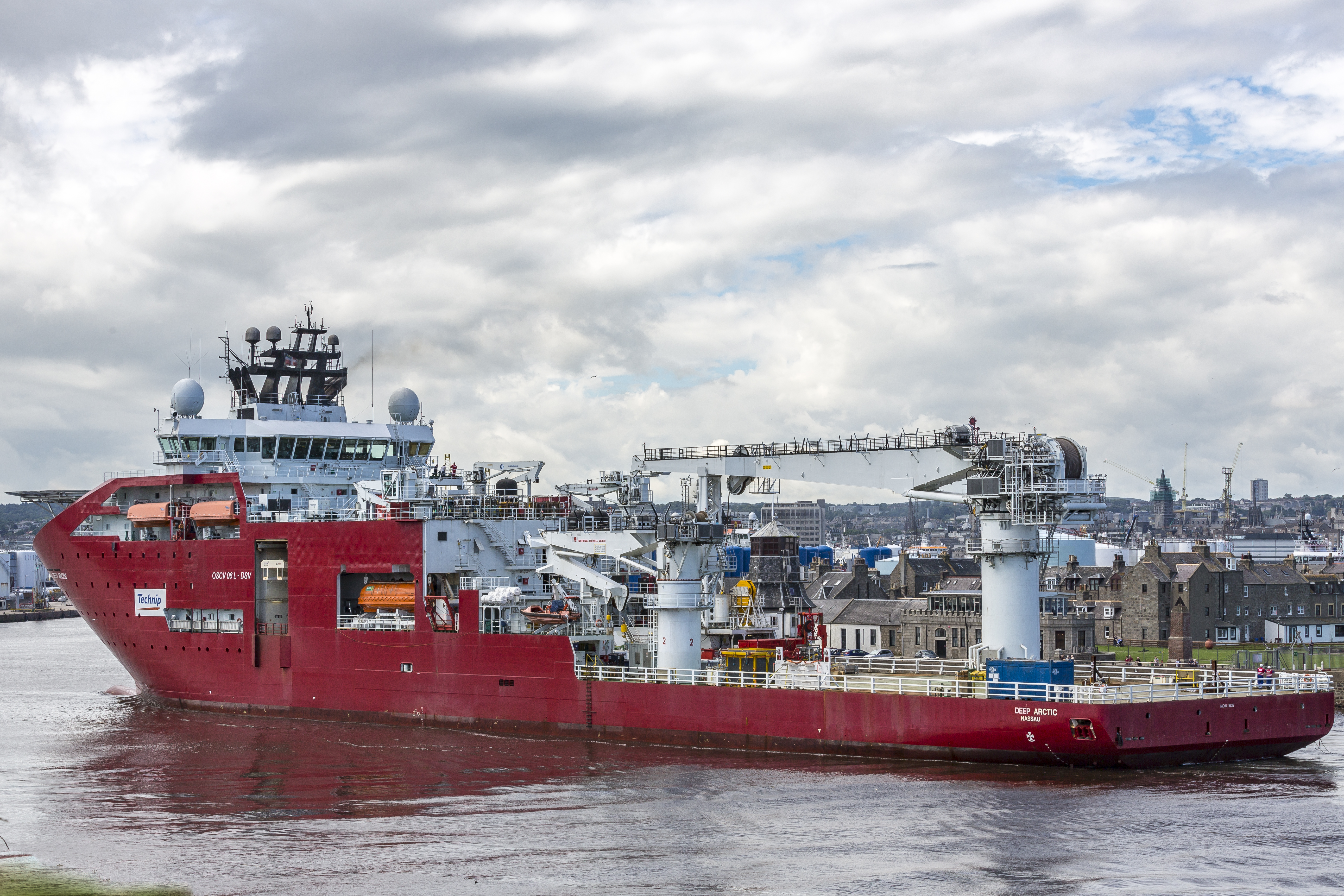
Deep Arctic

### Articles externes
- Deep Arctic - Site marinetraffic
- Flotte de TechnipFMC - Site TechnipFMC